# Прокопович Євген Теодорович
Євге́н Теодо́рович Прокопович (26 грудня 1906, Коломия — 1991) — український скульптор.

## Біографія
Народився 26 грудня 1906 року в Коломиї. 1930 року закінчив місцеву школу дерев'яного промислу, а 1936 року — відділ скульптури Вищої школи пластичного мистецтва і промислу в Познані. Серед викладачів — Я. Висоцький. Працював у галузі станкової скульптури і медальєрства. Автор багатьох надгробних пам'ятників у Львові. Для робіт Прокоповича притаманна виразна декоративність пластики.
Роботи
- Т. Г. Шевченко, барельєф (1961, бронза, 39×34).[3]
- Тарас Шевченко, барельєф (1964, бронза, 39×31×2)[4]
- Надгробок поетеси Марійки Підгірянки на Личаківському цвинтарі (пом. 1968, поле № 5).[2]
- Іван Франко (1974, бронза, 40×30).[1]
- Тарас Шевченко (1974, бронза, 40×30).[1]
- «Вічна шана полеглим», барельєф.[5]
- Медаль на честь 300-річчя Львівського університету.[6]
- «Сопілкар», рельєф.[7]